# X (album, Kylie Minogue)
X je deseti studijski album avstralske pevke Kylie Minogue. To je njeno prvo delo, izdano po kompilaciji Ultimate Kylie (2004) in njen prvi studijski album, izdan po izidu albuma Body Language (2003). Glavni singl z albuma X, pesem »2 Hearts«, je novembra 2007 izšel po vsem svetu. Album X je v Združenih državah Amerike izšel aprila 2007, takoj po izidu singla »All I See«. Zadnji singl z albuma, pesem »The One«, je v Avstraliji izšel 28. julija 2008.
Snemanje albuma se je pričelo takoj potem, ko si je Kylie Minogue opomogla od raka na prsih in intenzivne radioterapije. Maja 2005 je Kylie Minogue izvedela, da ima raka na prsih in zato je prekinila svojo turnejo Showgirl: The Greatest Hits Tour. Pozno leta 2006 je s turnejo pričela ponovno; v tistem času je bila sredi snemanja albuma X, katerega snemanje se je končalo pozno tistega leta.
Album X je s strani kritikov prejel v glavnem pozitivne ocene, poleg tega pa je bil na podelitvi nagrad BRIT Awards prejel nominacijo v kategoriji za »mednarodni album leta«; poleg tega je debitiral na prvem mestu avstralske in med prvimi petimi pesmimi britanske glasbene lestvice. Po podatkih britanske revije The Times je album do decembra 2008 po svetu prodal že milijon izvodov.
3. decembra 2008 so oznanili, da je album X nominiran v kategoriji za »najboljši elektronsko-plesni album« za grammyja; to je bila peta nominacija za grammyja Kylie Minogue.

## Ozadje in pisanje
Med premorom v Melbourneu je Kylie Minogue ob koncu svojega zdravljenja raka sredi leta 2006 pričela pisati pesmi; v prejšnjem letu ni delala na svoji glasbeni karieri. Pesmi je pisala, ko je razmišljala o stvareh, ki jih želi storiti potem, ko se pozdravi in dvomila o tem, ali ji bo uspelo obnoviti svojo kariero; v tistem času je napisala osnutke pesmi »Cosmic« in »No More Rain«. Ob obisku Taprobanea se je domislila tudi koncepta pesmi »Taprobane (Extraordinary Day)«, ki jo je napisala in posnela še isti dan.
Ko se je njen rak pozdravil, je Kylie Minogue pričela intenzivno delati na njenem albumu X. Ta album v njeni karieri je bil njen prvi album, ki ga ni posnela takoj zatem, ko je prišla s turneje. Skrbelo jo je, ker precej časa ni pela in ni bila prepričana, ali bo po ozdravitvi od raka lahko še kdaj pela. Kylie Minogue je na projektu pričela delati maja 2008, tik pred začetkom njene nove turneje Showgirl. Nato je odšla na turnejo in po koncu turneje dokončala album, saj je menila, da bo s slednjim dosegla svoj osebni cilj.

## Snemanje
Album so pričeli snemati v New Yorku, na začetku le s producentoma Jakeom Shearsom in Babbydaddyjem iz glasbene skupine Scissor Sisters; v tem času so posneli pesmi »White Diamond« in »Singing in My Sleep«. Nato je Kylie Minogue pričela sodelovati s tekstopisci skupine Biffco (Richard Stannard, Julian Peake in Paul Harris) v Brightonu, s katerimi je napisala številne pesmi, ki so jih kasneje vključili v albumu. V tistem času so nastale pesmi, kot so »Stars«, »Everlasting Love« (ki jo je kasneje pod imenom »Ruffle My Feathers« Kylie Minogue zapela na turneji za promocijo albuma), »Fall for You« in »I Don't Know What It Is«. V času sodelovanja Kylie Minogue s skupino Biffco je škotski glasbenik Calvin Harris zasnoval osnove pesmi »In My Arms«, Richard Stannard pa je pričel delati na pesmi »The One«, ki jo je nazadnje produciral skupaj z Russellom Smallom in Jamesom Wiltshireom, članoma skupine Freemasons. Richard Stannard je poleg tega sodeloval tudi s Stuartom Crichtonom (»Tell It Like It Is«), Daveom Morganom (»Simple Boy«), Robom Davisom (»One to One«), Martinom Harringtonom, Ash Howes in Hannah Robinson (»Give Up to Love«).
V nadaljevanju produkcije albuma je vodja založbe Parlophone priporočil, naj sodelujejo z velikim številom raznih glasbenikov, producentov in tekstopiscev; nekaj takrat še neznanih ustvarjalcev je kasneje zaslovelo. Kylie Minogue je večino prosila, naj ji pred sodelovanjem pošljejo svoje posnetke, da bi jih lahko poslušala s svojimi sodelavci; ker je bila s prvimi rezultati zadovoljna, je na tem albumu delala z mnogimi nepoznanimi ustvarjalci. S Calvinom Harrisom je ustvarila tudi pesem »Heart Beat Rock«, s škotskim glasbenikom Mylom pesmi »I'm in the Mood for Love« in »Spell of Desire«, v Londonu pa je v sodelovanju s skupino Kish Mauve posnela pesem »Lose Control« in kasnejši singl »2 Hearts«. Amanda Ghost in Boy George sta za album napisala pesem z naslovom »I'm Ready«, kasneje pa sta sodelovala še s Hannah Robinson in Robom Davisom (»So Safe«), Henrikom Korpijem (»Never Be Lonely«), Siobhan Fahey, glasbenimi skupinami Goldfrapp, Sneaky Sound System ter Hot Chip in Alanom Braxeom.
Nov material Kylie Minogue je vseboval več elektronskega žanra, na kar so po vsej verjetnosti vplivali novejši ustvarjalci, s katerimi je sodelovala. Danska producenta Cutfather in Jonas Jeberg sta ustvarila demo posnetek pesmi »Like a Drug« in ga poslala založbi Parlophone; ta ga je najprej zavrnila, a si je kasneje premislila. Kylie Minogue je pesem posnela v Londonu, kjer je kasneje v sodelovanju z njima posnela tudi pesmi »All I See« (ki jo je napisal tekstopisec založbe EMI, Edwin »Lil' Eddie« Serrano), »Down Down« in »Rippin' Up the Disco«. Med snemalnimi sejami v Stockholmu je s tekstopisko Karen Poole in švedskim duetom Bloodshy & Avant posnela pesmi »Nu-di-ty« »Cherry Bomb« in »Speakerphone«. Kylie Minogue je v tistem času s seboj prinesla tudi svoj zvezek z besedili, da bi z njima delala tudi na pesmi z naslovom »No More Rain«; a njuna težka produkcija se pri tej pesmi ni izkazala za pametno idejo.
Kylie Minogue je s Karen Poole želela odpotovati na Ibizo, kjer bi sodelovala z novincem Gregom Kurstinom, ameriškim multi-inštrumentalistom in producentom; tam je napisala pesmi »Wow«, »King or Queen«, »Do It Again«, »Deepest Blue«, »Carried Away« in »Magnetic Electric«. Gregu Kurstinu je predstavila tudi pesem »No More Rain«, ki jo je nato izpopolnil in vključil na seznam pesmi, primernih za izid preko albuma. Karen Poole je s Soulom Mechanicsom v tistem času ustvarila pesem »My Love Is Real«.
V zadnjem delu produkcije albuma je Kylie Minogue posnela še nekaj pesmi. Dve od teh sta bili njena različica pesmi glasbene skupine Roxy Music »Love Is the Drug« iz leta 1975, ki jo je posnela s Calvinom Harrisom, ter pesem »Cosmic« z Edom Whiteom. Z Guyjem Chambersom je Kylie Minogue posnela pesem, ki ji jo je Chambers ponujal že štiri leta in ki jo je ustvaril na podlagi pesmi »Bonnie and Clyde« Brigitte Bardot in Sergea Gainsbourga. Skupaj s Cathy Dennis je posnela pesem »Sensitized«. Cathy Dennis je nazadnje napisala še mnogo pesmi, ki so jih kasneje vključili na album; med drugim je z Markom Ronsonom napisala pesem »Boys Boys Boys«. Kylie Minogue je tudi skupaj s svojim dolgoletnim prijateljem Steveom Andersonom iz glasbene skupine Brothers in Rhythm napisala nekaj novih pesmi, med drugim tudi pesmi »Hush Hush«, »Flower« in »That's Why They Write Love Songs«.
Tudi Mylo je za album s Kylie Minogue napisal še mnogo pesmi. Po snemanju v studiju je »skupaj z njo odšel v studio in sodeloval pri ustvarjanju vseh njunih končnih izdelkov«. Ob izidu albuma je bil šokiran, ko je ugotovil, da nanj ni vključena niti ena od njegovih pesmi. »Če sem iskren, mislim, da je album čisto brezvezen, z izjemo skoraj [od Kish Mauvea] ukradene pesmi '2 Hearts',« je povedal v intervjuju z radijem BBC Radio 1. »V prihodnje s Kylie ne nameravam več sodelovati.«
Mediji so poročali tudi, da so k sodelovanju pri pisanju nekaterih pesmi z albuma povabili tudi glasbeno skupino Pet Shop Boys. Povabilo naj bi ignorirali, saj naj bi bili prezaposleni s svojim albumom Yes: »Od takrat se nismo nikoli več slišali,« je povedal član skupine, Neil Tennant. »Mislim, da so skoraj vsi tekstopisci v Londonu napisali kakšno pesem za Kyliejin zadnji album [...] Ko smo bili na turneji, sta nas spremljala dva spremljevalna pevca in oba sta sodelovala tudi z njo. Njuna izdelka na album nazadnje seveda nista bila vključena.« Chris Lowe, še en član glasbene skupine, je dodal: »Z njo ne nameravamo več sodelovati.«
V času od izida albuma X do danes je na internetu izšlo mnogo tudi neizdanih pesmi z albuma, vključno s pesmimi »White Diamond«, »In the Mood of Love«, »Ruffle My Feathers«, »Love Is the Drug«, »Loose Control«, »Spell of Desire«, »Fall for You«, »My Love is Real« in »Come Down«.

## Naslov
Naslov albuma, X, izvira iz dejstva, da je to deseti glasbeni album Kylie Minogue (X je rimska številka deset). V enem izmed intevrjujev ob izidu albuma je Kylie Minogue dejala, da je album na začetku nosil ime Magnetic Electric, kar je tudi ime dodatne pesmi z albuma, vendar so oboževalci še pred izidom album imenovali »album X«, zato se ji je zdelo, da je ime X primerno ime za ta album.

## Izid in promocija
Da bi promovirala album je Kylie Minogue pričela z ekskluzivno ITV1-jevo oddajo, imenovano The Kylie Show, med katero je izvedla šest pesmi z novega albuma in štiri stare uspešnice. Oddaja je izšla 10. novembra 2007. Kylie Minogue je v sklopu promocije albuma skupaj z Jo Whiley nastopila tudi v radijski specijalki z naslovom Kylie and Whiley. V oddaji sta ponovno odigrali nekaj prizorov iz televizijske oddaje Sosedje. Poleg tega je z mnogimi pesmimi z novega albuma nastopila v najrazličnejših evropskih televizijskih oddajah.
28. novembra 2007 je Kylie Minogue oznanila, da bo v sklopu promocije albuma X organizirala tudi turnejo, imenovano KylieX2008.
Da bi promovirala album, se je Kylie Minogue 14. januarja 2008 pojavila v avstralski oddaji Sunrise. V sklopu promocije albuma in glavnega singla z albuma v Združenih državah Amerike je Kylie Minogue nastopila na mnogih ameriških oddajah. Med drugim je 31. marca z Mattom Lauerjem nastopila v oddaji Today Show. S pesmima »All I See« in »Can't Get You out of My Head« je 1. aprila 2008 nastopila v ameriški oddaji Dancing with the Stars. Nastopila je tudi v oddaji The Late Late Show with Craig Ferguson. Pojavila se je tudi v oddaji The Ellen DeGeneres Show, kjer je 7. aprila 2008 izvedla pesem »All I See«. Naslednji dan se je pojavila v posebni epizodi sedme sezone oddaje Ameriški idol, naslovljeni »Idol Gives Back«, kjer so poleg nje nastopili še glasbeniki, kot so Gloria Estefan, Celine Dion, Bono, Annie Lennox, Maroon 5, Emma Bunton, Geri Halliwell in mnogi drugi. To je bil zadnji nastop Kylie Minogue v Združenih državah Amerike; nato je odpotovala nazaj v Anglijo, kjer je 6. maja 2008 pričela s svojo novo turnejo.
Albumova promocija ni bila dovolj uspešna, saj je založba za single izbirala pesmi, ki niso poželi veliko uspeha. Mnogi viri, vključno članek Pereza Hiltona, trdijo, da bi se občinstvo najbolje odzvalo na pesem »Speakerphone«, ki jo je produciral duet Bloodshy & Avant. Pesem je pohvalila tudi ameriška pevka Madonna, ki je leta 2008 na iTunesu pesem vključila na seznam svojih najljubših pesmi in dejala, da je pesem »Speakerphone« najboljša pesem z albuma. V tretji sezoni oddaje America's Best Dance Crew, izdane 19. junija 2008, je Fanny Pak pesem »Speakerphone« uporabila za izbirni izziv skupine. Pesem so mnogi označili za bolj moderno in napredno v primerjavi z drugimi pesmimi z albuma, posebej ameriško občinstvo pa jo je mnogokrat primerjalo z uspešnico »Can't Get You Out of My Head«.
Ostali oboževalci Kylie Minogue so menili, da bi kot prva singla z albuma vsaj v Združenih državah Amerike več uspeha poželi pesmi »Like a Drug« in »Wow«. Namesto tega so tudi na urbanem ameriškem trgu (kjer je od vseh albumov Kylie Minogue še največ uspeha požel njen deveti glasbeni album, Body Language kot tretji singl z albuma v Združenih državah Amerike izdali pesem »All I See«. Pesem so posneli tudi kot duet z raperjem Mimsom, vendar nobena od različic ni požela veliko uspeha.
V primerjavi z ostalim svetom je Kylie Minogue v Združenih državah Amerike dokaj nepoznana, kar je pri promociji predstavljalo še dodatno oviro. V preteklosti njena dela, z izjemo singlov »Can't Get You Out of My Head« in »The Locomotion«, tam niso požela veliko uspeha, njeni videospoti so se le redko pojavljali na kanalih, kot sta MTV ali VH1, in Kylie Minogue do takrat še nikoli ni odšla na turnejo po Severni Ameriki. V Evropi so kot naslednji singl izdali pesem »2 Hearts«, ki jo je producirala skupina Kish Mauve. Zadnji singl, izdan preko tega albuma, je bila pesem »The One«, ki so jo promovirali predvsem z videospotom in izdali samo v digitalni različici. Poleg tega so izdali tudi klubski remix pesmi skupine Freemasons.
Kmalu zatem je Kylie Minogue v intervjuju z revijo The Sun dejala, da je bila razočarana nad albumom, a zadovoljna z uspehom, ki sta ga požela singla »In My Arms« in »2 Hearts«. »Zagotovo bi nam lahko šlo bolje, to priznam takoj,« je dejala v intervjuju. »A zdaj je, kar je in glede na čas, ki smo si ga vzeli za ta album, se je izkazal kar dobro. Pesmi 'Wow', 'In My Arms', 'The One' in '2 Hearts' pa so bile čudovite. Vse so požele največ možnega uspeha.«

### X Allmixedup
15. decembra 2008 je na iTunesu izšla mešanica nekaterih singlov z albuma X (»2 Hearts«, »The One«, »Like a Drug« in »In My Arms«), naslovljena X Allmixedup. Le pesmi »Like a Drug« niso izdali tudi kot singl. Mešanico so izdali na Novi Zelandiji in Avstralijo med promocijo turneje KylieX2008.

## Sprejem s strani kritikov
Album X je s strani glasbenih kritikov prejel v glavnem pozitivne ocene. Na spletni strani Metacritic so mu dodelili povprečno oceno 65 od 100 možnih točk, kar je temeljilo na štiriindvajsetih, »pretežno pozitivnih ocenah«. Chris Long s kanala BBC Music je album pohvalil kot »album, napoljnjen z vitalno in, kot vsa Kyliejina dela, pozitivno energijo« in dodal, da je »trenutni trend elektronske glasbe vedno ustrezal Kyliejini podobi in tudi pri albumu X res doseže želeni učinek.« James Hunter iz revije The Village Voice je v svoji oceni albuma napisal, da »ni produkcija tista, zaradi katere je album tako privlačen: privlačen je zaradi Kyliejine nadarjenosti za pop-rock, ki smo jo odkrili šele leta 2008 in zaradi slednje je preko albuma izšla tako vitalna, sveža glasba.« Mark Sutherland iz revije Billboard je o albumu napisal: »Hip producenti [...] in zahtevni tekstopisci [...] so prisotni, a kljub temu nikogar ne motijo, saj nikoli zasenčijo Kyliejine pop plesne formule zabave.« Album je nazadnje označil za »resnično dobrodošlo vrnitev«. Barry Walters iz revije Spin je o albumu napisal: »Z refreni vseh pesmi z albuma X Kylie Minogue z lahkoto doseže uspeh.« V oceni albuma revije The New York Times je Kelefa Sanneh dejala, da »čeprav Kylie Minogue z albumom X še zdaleč ne prekosi same sebe, včasih doseže svoj vrhunec« in dodal, da je najboljša pesem z albuma pesem »Speakerphone«, v kateri naj bi Kylie Minogue »s svojim plesnim prizvokom občasno delovala kar malo opito«.
Sharon O'Connell s spletne strani Yahoo! Music je album opisala kot »duhovito, bleščeče, elegantno delo, ki bo blestelo na moderni plesni glasbeni sceni in spominja na zgodnja dela glasbene skupine Girls Aloud. Sicer ni višek ustvarjalnosti in Kylie Minogue za album zagotovo ne bo nagrajena s Pulitzerjevo nagrado, a album je kar se tiče pop produkcije čudovit.« Alexis Petridis iz revije The Guardian je v svoji oceni albuma napisala, da pesem »No More Rain« »s svojo živahno dinamiko resnično spominja na Madonnino pesem 'Ray of Light', pa še obe besedili govorita o drugih priložnostih.« Vseeno je menila, da »večina pesmi ni bila nič posebnega« in dodala: »Album X je, tako kot večina drugih Kyliejinih albumov, predvsem poslovna poteza.« Tudi kritik Peter Robinson iz revije The Observer je menil, da je album X »zbirka povprečnih pesmi. Z drugimi besedami, tipičen Kyliejin album.« V nadaljevanju ocene je napisal: »Med poslušanjem pesmi, kot sta 'Wow' in 'Sensitised' bi zlahka prišli do sklepa, da se Kylie samo ni dalo delati na tem albumu, a to je daleč od resnice: album so načrtovali do potankosti in zelo trdo so delali na tem, da so se načrta vsi tudi držali, a nekje vmes so izgubili bistvo.« Jax Spike s spletne strani About.com je albumu dodelil štiri od petih zvezdic in ga opisal kot »slavnostno mešanico glamurozne elektronskega in plesnega žanra, ki kar sije kot čudovit primer elektropop dela.« Dodal je še: »Čeprav se nekatere balade z albuma X prav vlečejo, album označuje vrnitev Kylie Minogue po albumih Light Years in Fever.«
Chris True s spletne strani Allmusic je albumu X dodelil tri zvezdice in pol od petih. Napisal je, da čeprav je album »zelo zelo dober, mu kot celoti primankuje nekaj, kar so imela vsa prejšnja dela [Kylie Minogue] v izobilju: usklajenost.« Dave Hughes iz revije Slant je o albumu napisal: »Eden od najboljših in najmanj prijetnih albumov za odrasle je album X, ki mu primankuje uspešne produkcije in bolj spominja na dela Gwen Stefani, ne pa na vrnitev pop princeske Kylie Minogue.« Pesmi »Speakerphone« in »Nu-di-ty« je označil za »fenomenalno nadležni«, za vrhunec albuma pa je označil pesem »Wow«, ki jo je označil za »hiperaktivno disko pesem, polno zabave, za katero je škoda, da ni izšla tudi kot singl.« Tom Ewing iz revije Pitchfork Media je v svoji oceni albuma napisal: »Album X bi lahko opisali kot delo, ki bi lahko ustrezalo njenim oboževalcem, ki so popolnoma ignorirali vsa njena prejšnja dela; album vsebuje nekaj stila Gwen Stefani, nekaj popaBritney Spears, nekaj blišča glasbene skupine Sugababes. Vključuje nekaj elektro-disko glasbe, nekaj kozmične disko glasbe, nekaj klasične disko glasbe, nekaj glasbenih značilnosti iz osemdesetih in nekaj R&B-ja iz zadnjih let [...] Kot smo pričakovali, nobeden izmed teh stilov ji ne ustreza.« Evan Sawdey iz revije PopMatters je v svoji oceni albuma napisal, da Kylie Minogue »v prvi polovici albuma X naravnost zažiga«, da pa druga polovica albuma vključuje predvsem »zelo dolgočasne pesmi,« ki »se jih hitro pozabi«. Michael Hubbard iz revije musicOMH je napisal: »Trinajst pesmi z albuma X doseže to, kar pesmi Kylie Minogue vedno dosežejo - spravijo ljudi na plesišče s svojim ritmom, pa ne po zaslugi besedila, bolj po zaslugi plesa v videospotu in še česa. Skupaj so ustvarili album, ki zveni drago, da bi ustrezal že pridobljeni bazi oboževalcev Kylie Minogue, nihče pa je ne bo vzljubil samo zaradi tega albuma« Robert Christgau je albumu X dodelil pozitivno oceno in ga označil za »še posebej prijetno presenečenje s strani avstralske glasbene veteranke, ki je pravkar dopolnila štirideset let in še vedno lahko brez sramu prepeva o občutkih zaljubljenosti.«

## Dosežki na lestvicah
3. decembra 2007 je album X debitiral na prvem mestu avstralske glasbene lestvice, s čimer je album postal tretji glasbeni album Kylie Minogue, ki je na glasbeni lestvici v njeni rodni državi zasedel prvo mesto. Album je še štirinajst tednov ostal med prvimi petdesetimi albumi na lestvici, s čimer si je za več kot 70.000 prodanih izvodov v Avstraliji prislužil platinasto certifikacijo s strani organizacije Australian Recording Industry Association (ARIA). Poleg tega je postal devetinštirideseti najbolje prodajani album v Avstraliji leta 2007. V Novi Zelandiji pa album do danes ostaja namanj uspešen album Kylie Minogue; samo en teden je ostal na osemintridesetem mestu novozelandske glasbene lestvice. Album X je 2. decembra 2007 debitiral na četrtem mestu britanske lestvice. Med prvimi stotimi albumi na lestvici je ostal še osemindvajset zaporednih tednov in 2. avgusta 2007 tam zasedel devetindevetdeseto mesto, kjer je ostal en teden. Organizacija British Phonographic Industry (BPI) je albumu 7. novembra 2007 za uspešno prodajo v Veliki Britaniji dodelila platinasto certifikacijo, do januarja 2010 pa je album tamkaj prodal 462.000 izvodov. V Združenih državah Amerike je album 19. aprila 2008 zasedel stodevetintrideseto mesto na lestvici Billboard 200 in četrto mesto na lestvici najboljših elektronskih albumov, saj je v prvem tednu od izida tamkaj prodal 6.000 izvodov, vsega skupaj pa nazadnje 38.000 izvodov. Album je bil dokaj uspešen na evropskih glasbenih lestvicah; zasedel je eno izmed prvih desetih mest na švicarski, eno izmed prvih dvajsetih na avstrijski, češki, francoski, madžarski, nemški in irski, eno izmed prvih tridesetih na belgijski, španski, nizozemski ter švedski in eno izmed prvih štiridesetih mest na italijanski in danski glasbeni lestvici.

## Singli
Pesem »2 Hearts« so v Združenih državah Amerike izdali kot glavni singl z albuma. Singl je kmalu postal uspešnica, saj je zasedel prvo mesto na avstralski in četrto na britanski lestvici. Pesem »Wow« so izdali kot drugi singl v Avstraliji in Veliki Britaniji ter kot tretji singl z albuma drugod po svetu. Čeprav v Avstraliji ni požel veliko uspeha (zasedel je le enajsto mesto na lestvici), je bil v Veliki Britaniji zelo uspešen, saj je na britanski glasbeni lestvici zasedel peto mesto in tam nazadnje prodal okoli 180.000 izvodov. Pesem »In My Arms«, tretji singl v Avstraliji in Veliki Britaniji ter drugi singl z albuma povsod drugod, je v Evropi požel kar precej uspeha, saj je zasedel prvo mesto na romunski in eno izmed prvih desetih mest na francoski, belgijski, nemški, britanski in švicarski glasbeni lestvici. Kot glavni singl v Združenih državah Amerike in drugi singl v Kanadi so izdali pesem »All I See«. Singl je zasedel enainosemdeseto mesto na kanadski, a se ni uvrstil na lestvico Billboard Hot 100. Kljub temu je zasedel tretje mesto na lestvici Billboard Hot Dance Club Play. Pesem »The One« je izšel kot singl v Evropi, Veliki Britaniji in Avstraliji. Čeprav je izšel le digitalno, je zasedel šestintrideseto mesto na britanski lestvici. Kasneje so ga v sklopu promocije albuma izdali tudi na CD-ju.

### Ostale pesmi
Čeprav je nikoli niso izdali kot singl, je pesem »Speakerphone« zasedla petinosemdeseto mesto na kanadski glasbeni lestvici. Nekoliko več pozornosti je pesem dobila tudi zato, ker jo je pevka Madonna vključila na seznam svojih najljubših pesmi na iTunesu in ker so jo vključili v oddajo America's Best Dance Crew. Avgusta leta 2009 je Kylie Minogue organizirala tekmovanje, v katerem so njeni oboževalci tekmovali, kateri bo izdelal najboljši videospot za pesem »Speakerphone«. Zmagovalec je bil Madžar Rudolf Pap. Videospot so pokazali v Hollywood Bowlu 4. oktobra 2009, pred koncertom Kylie Minogue tam. Različico pesmi »Sensitized« skupaj s francoskim pevcem Christopheom Willemom so v Evropi izdali kot promocijski singl z albuma; pesem se ni uvrstila na nobeno pomembnejšo glasbeno lestvico.

## Seznam pesmi
| Št. | Naslov            | Pisec                                                                                          | Producent(i)               | Dolžina |
| --- | ----------------- | ---------------------------------------------------------------------------------------------- | -------------------------- | ------- |
| 1.  | „2 Hearts‟        | Jim Eliot, Mima Stilwell                                                                       | Kish Mauve                 | 2:51    |
| 2.  | „Like a Drug‟     | Mich Hedin Hansen, Jonas Jeberg, Engelina Andrina, Adam Powers                                 | Cutfather, Jeberg          | 3:18    |
| 3.  | „In My Arms‟      | Kylie Minogue, Calvin Harris, Richard »Biff« Stannard, Paul Harris, Julian Peake               | C. Harris, Stannard        | 3:32    |
| 4.  | „Speakerphone‟    | Christian Karlsson, Pontus Winnberg, Henrik Jonback, Klas Åhlund                               | Bloodshy & Avant           | 3:54    |
| 5.  | „Sensitized‟      | Guy Chambers, Cathy Dennis, Serge Gainsbourg                                                   | Chambers, Dennis           | 3:57    |
| 6.  | „Heart Beat Rock‟ | Minogue, Karen Poole, C. Harris, John Lipsey                                                   | C. Harris                  | 3:24    |
| 7.  | „The One‟         | Minogue, Stannard, James Wiltshire, Russell Small, John Andersson, Johan Emmoth, Emma Holmgren | Stannard, Freemasons       | 4:05    |
| 8.  | „No More Rain‟    | Minogue, Poole, Karlsson, Winnberg, Jonas Quant                                                | Greg Kurstin               | 4:02    |
| 9.  | „All I See‟       | Jeberg, Hansen, Edwin Serrano, Raymond Calhoun                                                 | Cutfather, Jeberg          | 3:05    |
| 10. | „Stars‟           | Minogue, Stannard, P. Harris, Peake                                                            | Stannard, P. Harris, Peake | 3:41    |
| 11. | „Wow‟             | Minogue, Poole, Kurstin                                                                        | Kurstin                    | 3:10    |
| 12. | „Nu-di-ty‟        | Poole, Karlsson, Winnberg                                                                      | Bloodshy & Avant           | 3:04    |
| 13. | „Cosmic‟          | Minogue, Eg White                                                                              | White                      | 3:09    |

| Dodatne pesmi s CD-ROM-a | Dodatne pesmi s CD-ROM-a | Dodatne pesmi s CD-ROM-a      | Dodatne pesmi s CD-ROM-a | Dodatne pesmi s CD-ROM-a |
| Št.                      | Naslov                   | Pisec                         | Producent(i)             | Dolžina                  |
| ------------------------ | ------------------------ | ----------------------------- | ------------------------ | ------------------------ |
| 14.                      | „Rippin' Up the Disco‟   | Hansen, Jeberg, Jasmine Baird | Cutfather, Jeberg        | 3:29                     |

| Avstralsske in novozelandske dodatne pesmi z iTunesa | Avstralsske in novozelandske dodatne pesmi z iTunesa | Avstralsske in novozelandske dodatne pesmi z iTunesa | Avstralsske in novozelandske dodatne pesmi z iTunesa | Avstralsske in novozelandske dodatne pesmi z iTunesa |
| Št.                                                  | Naslov                                               | Pisec                                                | Producent(i)                                         | Dolžina                                              |
| ---------------------------------------------------- | ---------------------------------------------------- | ---------------------------------------------------- | ---------------------------------------------------- | ---------------------------------------------------- |
| 14.                                                  | „Magnetic Electric‟                                  | Minogue, Poole, Kurstin                              | Kurstin                                              | 3:16                                                 |
| 15.                                                  | „White Diamond‟ (Samo pri prednaročilu)              | Minogue, Babydaddy, Jake Shears                      | Babydaddy, Shears                                    | 3:03                                                 |

| Evropske dodatne pesmi z iTunesa | Evropske dodatne pesmi z iTunesa                                | Evropske dodatne pesmi z iTunesa  | Evropske dodatne pesmi z iTunesa | Evropske dodatne pesmi z iTunesa |
| Št.                              | Naslov                                                          | Pisec                             | Producent(i)                     | Dolžina                          |
| -------------------------------- | --------------------------------------------------------------- | --------------------------------- | -------------------------------- | -------------------------------- |
| 14.                              | „Heart Beat Rock‟ (Remix Bennyja Blanca skupaj z MC Spank Rock) | Minogue, Poole, C. Harris, Lipsey | C. Harris                        | 3:13                             |

| Japonske dodatne pesmi | Japonske dodatne pesmi    | Japonske dodatne pesmi                         | Japonske dodatne pesmi     | Japonske dodatne pesmi |
| Št.                    | Naslov                    | Pisec                                          | Producent(i)               | Dolžina                |
| ---------------------- | ------------------------- | ---------------------------------------------- | -------------------------- | ---------------------- |
| 14.                    | „King or Queen‟           | Minogue, Poole, Kurstin                        | Kurstin                    | 2:39                   |
| 15.                    | „I Don't Know What It is‟ | Minogue, Stannard, P. Harris, Peake, Rob Davis | Stannard, P. Harris, Peake | 3:18                   |

| Latinoameriške dodatne pesmi | Latinoameriške dodatne pesmi             | Latinoameriške dodatne pesmi                   | Latinoameriške dodatne pesmi | Latinoameriške dodatne pesmi |
| Št.                          | Naslov                                   | Pisec                                          | Producent(i)                 | Dolžina                      |
| ---------------------------- | ---------------------------------------- | ---------------------------------------------- | ---------------------------- | ---------------------------- |
| 14.                          | „In My Arms‟ (skupaj z Aleksom Syntekom) | Minogue, C. Harris, Stannard, P. Harris, Peake | C. Harris, Stannard          | 3:40                         |
| 15.                          | „In My Arms‟ (Spitzerjev remix)          | Minogue, C. Harris, Stannard, P. Harris, Peake | C. Harris, Stannard          | 5:03                         |
| 16.                          | „Wow‟ (CSS-jev remix)                    | Minogue, Poole, Kurstin                        | Kurstin                      | 3:16                         |
| 17.                          | „Carried Away‟                           | Minogue, Kurstin, Poole                        | Kurstin                      | 3:17                         |
| 18.                          | „Cherry Bomb‟                            | Minogue, Karlsson, Winnberg, Quant, Poole      | Bloodshy & Avant             | 4:17                         |
| 19.                          | „Do It Again‟                            | Minogue, Kurstin, Poole                        | Kurstin                      | 3:22                         |

| Tajske dodatne pesmi | Tajske dodatne pesmi               | Tajske dodatne pesmi                           | Tajske dodatne pesmi | Tajske dodatne pesmi |
| Št.                  | Naslov                             | Pisec                                          | Producent(i)         | Dolžina              |
| -------------------- | ---------------------------------- | ---------------------------------------------- | -------------------- | -------------------- |
| 3.                   | „In My Arms‟ (skupaj z Jolin Tsai) | Minogue, C. Harris, Stannard, P. Harris, Peake | C. Harris, Stannard  | 3:32                 |

| Ameriške dodatne pesmi | Ameriške dodatne pesmi                                         | Ameriške dodatne pesmi           | Ameriške dodatne pesmi | Ameriške dodatne pesmi |
| Št.                    | Naslov                                                         | Pisec                            | Producent(i)           | Dolžina                |
| ---------------------- | -------------------------------------------------------------- | -------------------------------- | ---------------------- | ---------------------- |
| 14.                    | „All I See‟ (skupaj z Mimsom)                                  | Jeberg, Hansen, Serrano, Calhoun | Cutfather, Jeberg      | 3:51                   |
| 15.                    | „Carried Away‟ (Digitalni dodatek s spletne strani Amazon.com) | Minogue, Poole, Kurstin          | Kurstin                | 3:14                   |

DVD z dodatki
- Intervju s Kylie
- Galerija fotografij
- Napovednik filma White Diamond
- »2 Hearts« music video
- Dostop do spletne dodatne pesmi »Rippin' Up the Disco"

Tour Editions
| - Avstralija Disk 2 – Remixi 1. »2 Hearts« (Harrisov & Mastersonov razširjeni remix) – 4:25 2. »2 Hearts« (remix Alana Braxea) – 4:52 3. »The One« (Freemasonsov vokalni klubski remix) – 9:13 4. »Wow« (remix Davida Guette) – 6:23 5. »Wow« (CSS- jev remix) – 3:14 6. »In My Arms« (vokalni remix Chrisa Lakea) – 6:36 7. »In My Arms« (remix Stevea Pitrona & Maxa Sanne) – 6:41 8. »In My Arms« (remix Sébastiena Légerja) – 7:02 9. »In My Arms« (Spitzerjev remix) – 3:30 10. »All I See« (remix z Mimsom) – 3:50 | - Azija Dodatki na CD-ju 1 1. »All I See« (skupaj z Mimsom) – 3:51 2. »Magnetic Electric« – 3:16 3. »The One« (Freemasonsov vokalni klubski remix) – 9:16 4. »Can't Get You Out of My Head« (remix Grega Kurstina) – 4:03 DVD – Dodatki 1. »2 Hearts« (Music Video) 2. Snemanje videospota pesmi »2 Hearts« 3. »Wow« (videospot) 4. Snemanje videospota pesmi »Wow« 5. »In My Arms« (videospot) 6. Za kamerami pri snemanju videospota za pesem »In My Arms« 7. »Wow« (v živo s podelitve nagrad BRIT Awards leta 2008) |

Dodatek USB različice
- Videospot pesmi »2 Hearts«
- Napovednik filma White Diamond
- Naslovnica albuma
- Spletne strani
- Dodatna pesem »Rippin' Up the Disco«

## Ostali ustvarjalci
| - Kylie Minogue – glavni vokali, spremljevalni vokali - Engelina Andrina – vokalno urejanje, spremljevalni vokali (pesem 2) - David Bascombe – mešanje (pesem 1) - Bloodshy & Avant – producenti, klaviature, programiranje, dodatne kitare, bas kitara (pesmi 4, 12) - Guy Chambers – producent, klaviatura (pesem 5) - Cutfather – producent, tolkala, mešanje (pesmi 2, 9) - Seton Daunt – kitara (pesem 10) - Cathy Dennis – producentka, spremljevalni vokali (pesem 5) - Jim Eliot – bobni, tolkala, kitara, sintetizator, brenkala, klavir, ploskanje (pesem 1) - Richard Flack – programiranje, dodatni spremljevalni vokali, inženir, mešanje (pesem 5) - Niklas Flyckt – mešanje (pesmi 4, 12) - Freemasons – producenti (pesem 7) - Dan Grech-Marguerat – inženir (pesem 1) - Calvin Harris – producent (pesmi 3, 6); mešanje (pesem 6) - Paul Harris – producent, klaviature (pesem 10) - Ash Howes – inženir (pesem 3); mešanje (pesmi 3, 7, 10); dodatno programiranje (pesem 10) - Ben Jackson – asistent inženirja (pesem 3) - Jonas Jeberg – producent, klaviatura, programiranje, vokalno urejanje, inženir (pesmi 2, 9); mešanje (pesem 2) - Henrik Jonback – kitara (pesmi 4, 12); bas kitara (pesem 4) - Ian Kirkham – alto saksofon, elektronska inštrumentacija (pesem 7) - Kish Mauve – producenti, inženirji (pesem 1) | - Greg Kurstin – producent, inštrumentacija, inženir, mešanje (pesmi 8, 11) - Cesar Gimeno Lavin – inženir (pesem 1) - Ken McKay – fotografiranje - Moray McLaren – bas kitara (pesem 1) - Eddie Miller – dodatna režija (pesem 11) - Mads Nilsson – mešanje (pesmi 2, 9) - Julian Peake – producent, klaviatura, bas kitara (pesem 10) - Geoff Pesche – urejanje - Karen Poole – spremljevalni vokali (pesmi 6, 8, 11, 12); vokalni producent (pesmi 8, 11) - Adam Powers – vokalno urejanje (pesem 2) - Matt Prime – dodatna produkcija, dodatno mešanje (pesem 13) - Jonas Quant – dodatno programiranje (pesem 12) - Tony Salter – engineer (pesmi 3, 6) - Edwin »Lil' Eddie« Serrano – vokalno urejanje, spremljevalni vokali (pesem 9) - Russell Small – tolkala (pesem 7) - Paul Stanborough – električna kitara, dodatno programiranje, dodatna režija (pesem 5) - Richard »Biff« Stannard – producent (pesmi 3, 7, 10), klaviatura, bas kitara (pesem 10) - Mima Stilwell – spremljevalni vokali (pesem 1) - Eg White – producent, inštrumentacija (pesem 13) - Amanda Wilson – dodatni vokali (pesem 7) - James Wiltshire – klaviatura (pesem 7) |

## Dosežki in certifikacije
| Lestvica (2007 – 2008)                                         | Dosežek |
| -------------------------------------------------------------- | ------- |
| Avstralija (ARIA)                                              | 1       |
| Avstrija (Ö3 Austria Top 40)                                   | 16      |
| Belgija (Ultratop 50; Flandrija)                               | 26      |
| Belgija (Ultratop 40; Valonija)                                | 23      |
| Češka (IFPI)                                                   | 16      |
| Danska (IFPI)                                                  | 34      |
| Nizozemska (MegaCharts)                                        | 29      |
| Evropa (European Hot 100)                                      | 5       |
| Francija (Syndicat National de l'Édition Phonographique)       | 19      |
| Nemčija (Media Control Charts)                                 | 15      |
| Madžarska (Mahasz)                                             | 20      |
| Irska (IRMA)                                                   | 14      |
| Italija (Federation of the Italian Music Industry)             | 36      |
| Japonska (Oricon)                                              | 40      |
| Nova Zelandija (Recording Industry Association of New Zealand) | 38      |
| Španija (Productores de Música de España)                      | 28      |
| Švedska (Sverigetopplistan)                                    | 28      |
| Švica (Media Control Charts)                                   | 9       |
| Združeno kraljestvo (UK Albums Chart)                          | 4       |
| Združene države Amerike (Billboard 200)                        | 139     |
| Združene države Amerike (Billboard Top Electronic Albums)      | 4       |

| Država              | Certifikacija |
| ------------------- | ------------- |
| Avstralija          | Platinasta    |
| Belgija             | Zlata         |
| Francija            | Zlata         |
| Madžarska           | Zlata         |
| Rusija              | Zlata         |
| Združeno kraljestvo | Platinasta    |

| Lestvica (2007)    | Dosežek |
| ------------------ | ------- |
| Avstralija         | 49      |
| Lestvica (2008)    | Dosežek |
| Belgija (Valonija) | 78      |
| Evropa             | 64      |
| Francija           | 158     |

### Ostali pomembnejši dosežki
| Predhodnik: Long Road out of Eden od Eagles | Prvo mesto na avstralski glasbeni lestvici 3 December 2007 | Naslednik: Long Road out of Eden od Eagles |

## Zgodovina izidov
| Država                  | Datum             | Založba              | Format                      |
| ----------------------- | ----------------- | -------------------- | --------------------------- |
| Japonska                | 21. november 2007 | EMI Music Japan      | CD, CD+DVD, digitalno       |
| Avstralija              | 23. november 2007 | Mushroom             | CD, CD+DVD, digitalno       |
| Francija                | 23. november 2007 | EMI                  | CD, CD+DVD, digitalno       |
| Nemčija                 | 23. november 2007 | EMI                  | CD, CD+DVD, digitalno       |
| Irska                   | 23. november 2007 | Parlophone           | CD, digitalno               |
| Italija                 | 23. november 2007 | EMI                  | CD, CD+DVD, digitalno       |
| Nova Zelandija          | 23. november 2007 | Warner Music         | CD, digitalno               |
| Tajska                  | 23. november 2007 | EMI                  | CD, CD+DVD                  |
| Velika Britanija        | 26. november 2007 | Parlophone           | CD, CD+DVD, digitalno       |
| Kanada                  | 27. november 2007 | EMI                  | CD                          |
| Portugalska             | 27. november 2007 | EMI                  | CD, CD+DVD, digitalno       |
| Španija                 | 27. november 2007 | EMI                  | CD, CD+DVD, digitalno       |
| Švedska                 | 28. november 2007 | EMI                  | CD, CD+DVD, digitalno       |
| Mehika                  | 14. december 2007 | EMI                  | CD                          |
| Mehika                  | 21. december 2007 | EMI                  | CD+DVD                      |
| Brazilija               | 20. februar 2008  | EMI                  | CD                          |
| Združene države Amerike | 1. april 2008     | Capitol, Astralwerks | CD, digitalno               |
| Mehika                  | 26. avgust 2008   | EMI                  | CD                          |
| Avstralija              | 1. december 2008  | Warner Music         | 2× CD (različica s turneje) |